# Тронадор/Вилья-Ортусар (станция метро)
«Тронадор/Вилья-Ортусар» (исп. Tronador - Villa Ortúzar) — станция Линии B метрополитена Буэнос-Айреса. Станция расположена между станциями «Федерико Лакросе» и «Лос-Инкас/Парке-Час». Станция расположена под улицей Авенида Триумвирато между улицами Тронадор и Эстомба в районе Вилья-Ортузар.
Её название происходит от вулкана Cerro Tronador расположенного недалеко от города Сан-Карлос-де-Барилоче (провинция Рио-Негро), закрытый ледником (название вулкана происходит от слова гром и оправдывается частыми оползнями).
Открытие станции состоялось в субботу 9 августа 2003 года одновременно со станцией Лос-Инкас/Парке-Час. Открытие станций проводил тогдашний мэр Буэнос-Айреса Анибаль Ибарра. Расстояние между станциями составило 1,8 км, и работы начались в 2000 году. Стоимость строительства оценено в $ 47 млн.

## Услуги
Среди удобств, предлагаемых этой станции метро, эскалаторы и лифты для инвалидов, а также инструкции по системе Брайля. Станция имеет общую длину 153 метров, из которых 128 приходятся на платформы.

## Декорации
На стенах станции расположены изображения исторических окрестностей района Вилья-Ортузар изготовленные в мастерской Роберто Хосе Солера.

## Достопримечательности
Они находятся в непосредственной близости от станции:
- Universidad Tecnológica Nacional: Instituto Nacional Superior del profesorado técnico
- Plaza 25 de Agosto
- Plaza Antonio Malaver

## Галерея

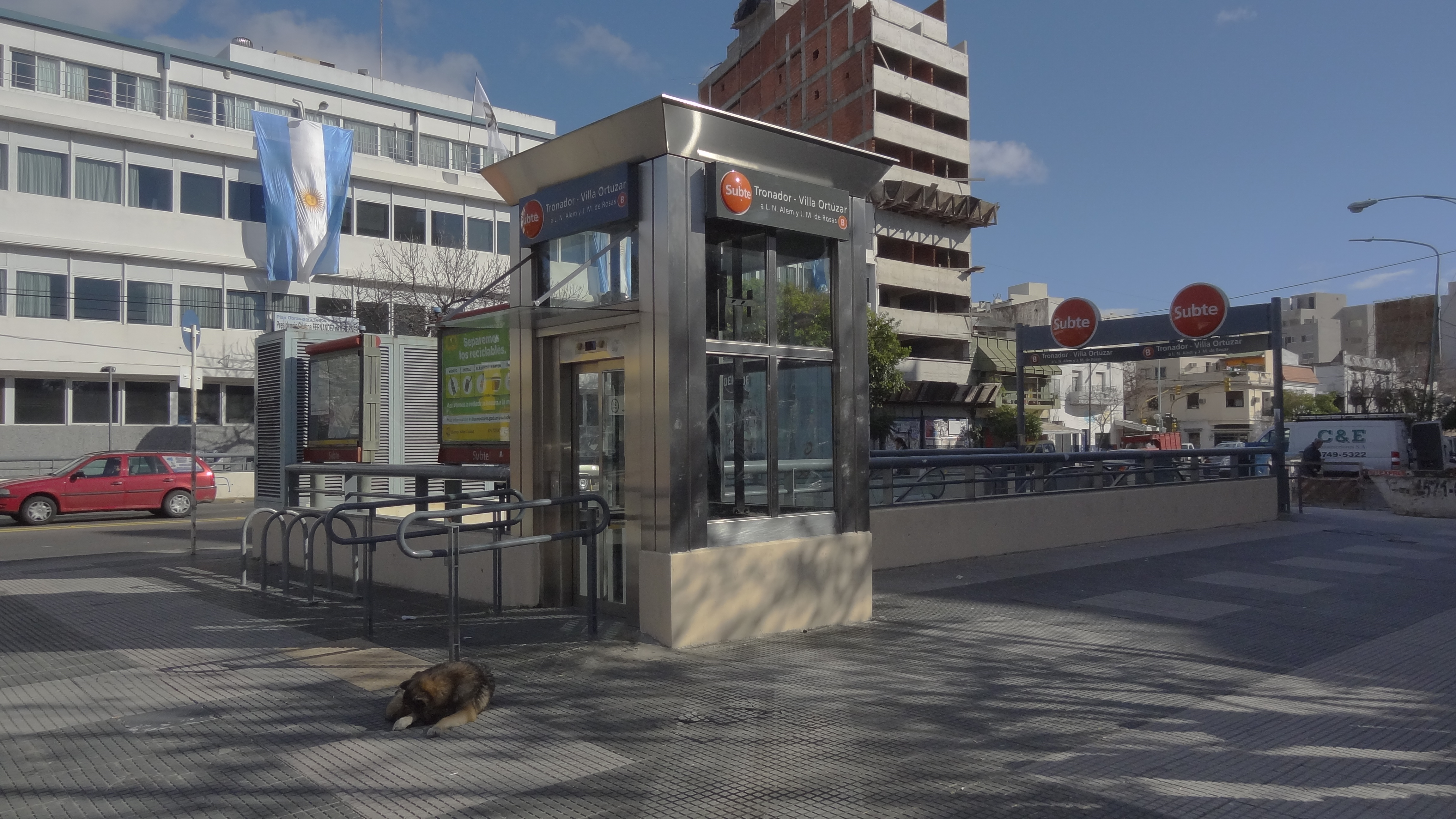
Вход с улицы
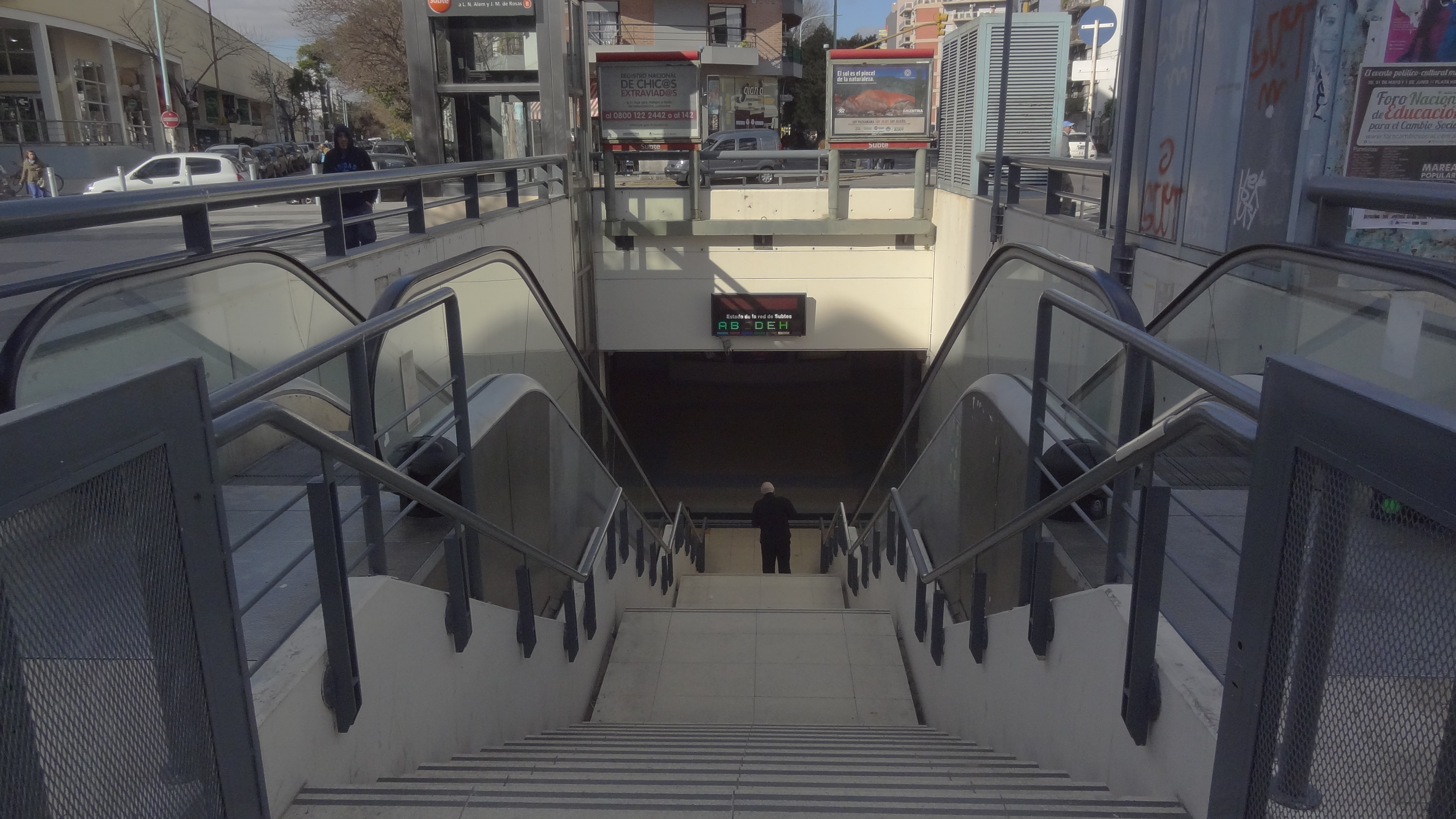
Вход с улицы